# Antar (poète)
 (décembre 2020).
Pour les articles homonymes, voir Antar et Antara.

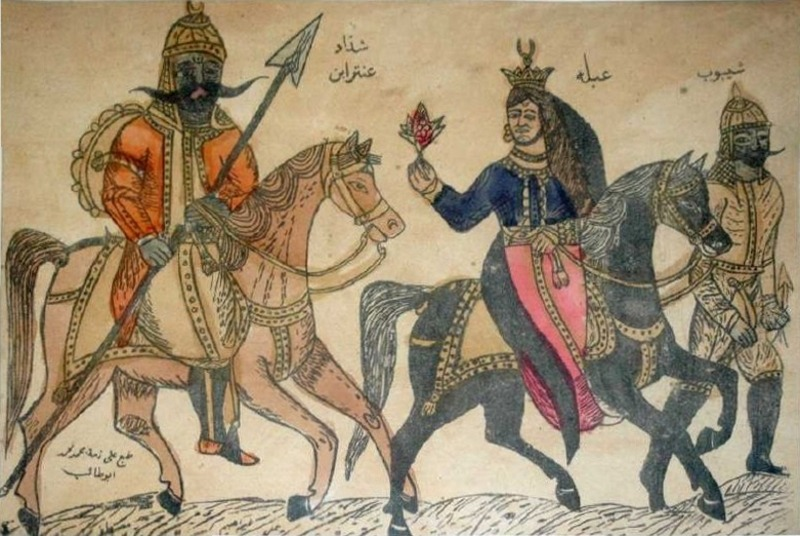
Antara & Abla

Antar – ou Antara (en arabe : عنترة بن شداد العبسي, Antara bin Shaddād al-‘Absî) – est un poète arabe pré-islamique du VIe siècle, fils de Chadded, seigneur de la tribu des Beni 'Abs. Il aurait vécu de 525 à 608 apr. J.-C.

## Biographie
Antar  ou Antara est né d'une servante abyssinienne et d'un père Arabe, ce qui lui valut un mépris auquel il ne put échapper que lorsque son père lui demanda de participer à une contre-attaque sur des tribus qui avaient attaqué les Beni 'Abs. Il montra beaucoup de bravoure et de générosité, ce qui lui permit, entre autres, de pouvoir séduire Abla, sa cousine, dont le cœur lui avait été longtemps refusé à cause de ses origines et de sa peau noire.
Une grande partie de sa mu'allaqa décrit son comportement au combat ; Antar devait participer à de nombreuses batailles, notamment à celles de la guerre de Dahis et El Ghabra, née d'un litige entre deux tribus. Antar périt en 608, assassiné par une flèche empoisonnée décochée par un de ses anciens rivaux dont il avait crevé les yeux, mais qui s'était entraîné pendant des années à tirer à l'arc malgré sa cécité en guidant son tir d'après le bruit de sa cible.
Il nous reste de son œuvre de courtes stances lyriques, réunies dans le Divan d'Antar, et il est l'auteur reconnu d'une des sept Moallakât, ces poèmes anté-islamiques, qui se compose de 75 vers du mètre Kâmil.

Extraits

Voici quelques descriptions tirées de la traduction de Pierre Larcher (v. 53-58) :
Tel, cuirassé d'une cotte, dont mon sabre a

Lacéré les mailles protectrices, homme insigne,

Mains agiles au jeu du sort, quand vient l'hiver,

Tombeur d'enseignes de marchand de vin, scandaleux,

Quand il me vit, je descendis à sa rencontre;

Il découvrit ses dents : ce n'était pas sourire.

Je l'ai percé de ma lance puis terrassé

D'un sabre indien, fait d'acier pur, tranchant vite.

Ma rencontre avec lui : tout le jour. On eût dit

Que sa tête et ses doigts étaient teints au pastel.

Héros dont les habits iraient à un grand arbre,

Chaussé des sandales d'une peau, sans jumeau !

...

## Postérité

### Le Roman d'Antar
Antar, en tant que figure douée d'esprit chevaleresque et de bravoure, se retrouve dans un roman de chevalerie du Xe siècle, Le Roman d'Antar. Cette épopée chevaleresque écrite dans un arabe très pur qui a joui en Orient, et particulièrement en Syrie, d'une renommée égale à celle des Mille et Une Nuits. Il constitue un monument précieux sur les temps anté-islamiques.
Son auteur serait, d'après l'historien Ibn-abi-Oçaibyya, le médecin Aboul-Moyyed-Mohammed-Ibn-el-Modjeli, qui vivait au XIIe siècle. Mais il semblerait que le texte actuel ne soit que la recension et la transcription de nombreuses traditions orales.

### Chez Lamartine
Alphonse de Lamartine a inséré dans son Voyage en Orient des "Fragments du Poème d'Antar" et dans Le Civilisateur une biographie du poète. Voici un extrait des "Fragments du Poème d'Antar" dans le Voyage en Orient de Lamartine :

Par le Tout-Puissant qui a créé les sept cieux et qui connaît l'avenir, je ne cesserai de combattre jusqu'à la destruction de mon ennemi, moi, le lion de la terre, toujours prêt à la guerre.

Mon refuge est dans la poussière du champ de bataille.

J'ai fait fuir les guerriers ennemis, en jetant à terre le cadavre de leur chef.

Voyez son sang qui découle de mon sabre.

O Beni-Abbes ! préparez vos triomphes et glorifiez-vous d'un nègre qui a un trône dans les cieux.

Demandez mon nom aux sabres et aux lances, ils vous diront que je m'appelle Antar.

### Autres
Dans la symphonie No. 2 de Rimski-Korsakov, ainsi que dans l'opéra en 4 actes et 5 tableaux Antar de Gabriel Dupont (1878-1914), sur un livret de l'écrivain libanais d'expression française Chekri Ganem (1861-1929), tiré de sa pièce homonyme (1910). Écrit en 1914 et créé après la mort du compositeur, à l'Opéra de Paris en 1921, cet opéra vient d'être remonté à Kiel (Allemagne) en mai 2009. Cette pièce de Chekri Ganem fut montée en 1910, à Paris, avec une musique de scène de Maurice Ravel, basée sur la symphonie de Rimsky-Korsakov et un extrait de son opéra Mlada. Cette musique de scène de Maurice Ravel, (réorchestration des pièces du compositeur russe Rimsky-Korsakov), avec un nouveau texte de l'écrivain franco-libanais Amin Maalouf (relatant la vie du guerrier-poète) a fait l'objet d'un très bel enregistrement publié chez Naxos en 2017, par l'Orchestre National de Lyon. À la direction, Leonard Slatkin, à la narration André Dussollier. Plusieurs films ont été réalisés sur Antar.

## Sources et références
- Marie-Nicolas Bouillet  et Alexis Chassang (dir.), « Antar » dans Dictionnaire universel d’histoire et de géographie, 1878 (lire sur Wikisource)
- Les Mu'allaqât, Les Sept poèmes pré-islamiques, préfacés par André Miquel, traduits et commentés par Pierre Larcher, collection Les immémoriaux, Fata Morgana (2000).
- Alphonse de Lamartine (texte établi, présenté et annoté par Sarga Moussa), Voyage en Orient, Honoré Champion, coll. « Textes de littérature moderne et contemporaine », 2000, 778 p. (ISBN 978-2-7453-0186-4), p. 393-412, "Fragments du Poème d'Antar"
- Alphonse de Lamartine, Le Civilisateur, tome III, Antar ou La civilisation pastorale, 1854
- Pierre Larcher "La réception des sîra-s en Occident : Antar de Chekri Ganem (1910)", dans Lectures du Roman de Baybars, sous la direction de Jean-Claude Garcin, collection Parcours méditerranéens, Editions Parenthèses/MMSH, 2003, p. 245-261 [repris dans Pierre Larcher, Orientalisme savant, orientalisme littéraire. Sept essais sur leur connexion, ch. V, p. 115-132, Paris et Arles, Sindbad/Actes Sud, 2017  (ISBN 978-2-330-07541-5)].